# Giorgi Ugulava
Giorgi (Gigi) Ugulava (grúz betűkkel: გიორგი /გიგი/ უგულავა; Tbiliszi, 1975. augusztus 15.) grúz politikus. 2004-ben igazságügyminiszter-helyettes, biztonsági miniszter, majd az elnöki hivatal vezetője volt. 2005 júliusától Tbiliszi polgármestere. Sokáig pártoktól függetlenül tevékenykedett, csak az utóbbi években csatlakozott az Egyesült Nemzeti Mozgalomhoz.

## Élete
Mingrél családban született Tbilisziben. 1992–1994 között teológiát tanult a Tbiliszi Teológiai szemináriumban. 1995-től 1997-ig a Saarbrückeni Egyetemen tanult filozófiát. 1998-ban fejezte be egyetemi tanulmányait a Tbiliszi Állami Egyetemen, ahol filozófiából és szociológiából diplomázott. 1998–2000 között a Grúz Tudományos Akadémia Cereteliről elnevezett Filozófiai Intézetében is tanult.
1997–1998-ban az Iberia TV munkatársa volt. 1999-ben és 2000-ben az az InterNwes alapítvány újságírója volt, mellette az Amnesty International grúziai irodájának is dolgozott. 2000 májusától júliusáig az Eurázsia Alapítvány munkatársa volt. 2002 szeptemberétől a John Smith Fellowship Program keretében Nagy-Britanniában részt vett egy hathetes kurzuson, melynek a média és a műsorszolgáltatás demokratikus szabályozásával foglalkozott. 2001–2003 között Világbank által finanszírozott ALPE Jogi és Közoktatási Szövetség vezetőjeként tevékenykedett. 2003 februárjától a Sevardnadze-rezsim megdöntésében kulcsszerepet játszó Kmara! (magyarul: Elég!) ellenzéki diákszervezet egyik vezetője volt.
A rózsásrózsás forradalmat követően, 2003 decemberében Nino Burdzsanadze ügyvezető elnök igazságügyminiszter-helyettessé nevezte ki. Miheil Szaakasvili 2004. januári elnöki beiktatását követően, 2004 februárjában az állambiztonsági miniszter helyettesévé, majd márciustól első helyettesévé nevezték ki. 2004 szeptemberében Szamegrelo-Felső-Szvanéti kormányzójává nevezte ki a grúz elnök, ezt a posztot 2005 áprilisáig töltötte be. 2005. április 20-án lett az elnöki hivatal vezetője. Még abban az évben, július 12-én kinevezték a főváros, Tbiliszi polgármesterévé. 2006-ban a fővárosi polgármesteri tisztség is választott politikai tisztséggé vált. Ugulava is indult a 2006-os polgármester-választáson, ahol a Tbiliszi Tanács polgármesterré választotta. 2006. október 12-én foglalta el hivatalát. Négy év múlva, 2010. május 30-án újraválasztották tisztségében.

## Magánélete
Nős, két gyermeke van. Angolul, németül és oroszul beszél.

## Külső hivatkozások
- Életrajza a Tbiliszi Polgármesteri Hivatal honlapján (angolul)
- Ugulava a grúz választási portálon